# Ditaxis purpurascens
Ditaxis purpurascens är en törelväxtart som först beskrevs av Spencer Le Marchant Moore, och fick sitt nu gällande namn av Ferdinand Albin Pax och Käthe Hoffmann. Ditaxis purpurascens ingår i släktet Ditaxis och familjen törelväxter. Inga underarter finns listade i Catalogue of Life.